# Жичка епархија у средњем веку
Жичка епархија је од 1220. године била посебно организована област аутокефалне Српске цркве а архиепископ Сава је био истовремено и епархијски епископ на територији своје архидијецезе.

## Центар Архиепископије
Центар Архиепископије се често премештао, због специфичног историјско географског положаја Жичке епархије. Без обзира на то што је био у Пећком манастиру, иначе метоху манастира Жиче, архиепископ никада није трајно напустио задужбину краља Стефана Првовенчаног и архиепископа Саве I. Од 1220/1221. године манастир Жича је био архијерејски центар, али и место најважнијих државних и црквених збивања где су се доносиле саборне одлуке у духу симфоничне заједнице.
Све до постепеног премештања седишта архиепископије на југ, у дотадашњи манастирски метох у Пећи, Жича је била и центар Цркве, и центар државе и центар посебне епархије.
Уз сагласност краља Уроша I и црквено-државног сабора, архиепископ Арсеније је на почетку друге половине XIII века морао да пребаци седиште архиепископије из Жиче у Пећ. На месту где су Свети Сава и Стефан Првовенчани основали метох манастира Жиче, архиепископ Арсеније I подигао је храм Светих Апостола, чији су зидови осликани већ око 1260. године. Мора се увек имати у виду податак да је Пећ у овом периоду и даље метох Архиепископије жичке. До коначног пресељења у Пећ, на крају XIII века, српски архиепископи су, по свему судећи, боравили у оба црквена центра али су ипак због учесталих напада и пустошења манастира Жиче били принуђени да управљају Српском црквом из храма Светих Апостола у Пећи, задужбини архиепископа Арсенија Сремца.
Од краја XIII века и у првим деценијама XIV века седиште српског архиепископа премештено је у Пећки манастир, али је и поред тога сваки архиепископ чувао нераскидиву везу са првим и централним местом аутокефалне Српске цркве.
Посредни подаци из историјских извора прве половине XIV века омогућавају једино изношење претпоставки о положају манастира Жиче и њене епархије која је била под управом пећког архиепископа. Сведочанства о градитељским радовима на обнови манастира, организованим од стране свих архиепископа из овог периода, пружају уверљиве доказе о томе да, и поред тога што је Пећки манастир постао седиште Српске Цркве, од прве престонице архиепископског трона никада се није одустајало.
Од стицања аутокефалности (1219), најважнији догађај за Пећко-жичку архиепископију био је чин проглашења патријаршије (1346), који је у правном устројству црквено – државних односа био неопходан за Душаново царско крунисање. Престоно место и боравиште првог српског патријарха било је у Пећком манастиру, али од почетка проглашења патријаршије Жича није престала бити архијерејско седиште.
Од друге половине 14. века манастир Жича добија поново на значају као архијерејско седиште. У време деспота Ђурђа Бранковића први пут се наводи податак о „патријаршији у Жичи” а од пада Српске деспотовине под османлијску власт најстарије црквено седиште препуштено је тровековном историјском забораву (од овог времена па све до XIX века и обнове манастира коју је започео око 1856. године епископ Јоаникије Нешковић, манастир Жича је запустео и неправедно пао у заборав).
Последњих година Српске деспотовине патријархово седиште било је у Пећи, али се по ономе што сведоче извори, поглавар цркве налазио повремено и у „великој цркви патријаршије у Жичи”.
После обнове 1557. године, назив патријаршија се везује искључиво за Пећ, док Жича престаје да буде архијерејско седиште српских патријараха.